# آداما اسمیت دیکنز
آداما اسمیت دیکنز (انگلیسی: Adama Smith Dickens؛ زادهٔ ۲۸ دسامبر ۱۹۹۲) بازیکن فوتبال است.
وی همچنین در تیم ملی فوتبال Congo بازی کرده‌است.